# 김상중
김상중(1965년 9월 1일~)은 대한민국의 배우 겸 방송인이며 본관은 광산이다.

## 출연작

### 텔레비전 드라마
- 1990년 MBC 《조선왕조오백년:대원군》 ... 김규식 역
- 1992년 MBC 《님이여》 ... 윤봉길 역
- 1993년 MBC 《제3공화국》 ... 박상희 역[1]
- 1993년 MBC 《사춘기》 ... 김 선생(체육교사) 역
- 1994년 MBC 《천국의 나그네》 ... 명규 역
- 1994년 ~ 1995년 MBC 《아들의 여자》 ... 장한수 역
- 1995년 KBS1 《김구》 ... 김구 역
- 1995년 MBC 《사랑을 기억하세요》 ... 주형 역
- 1995년 MBC 《제4공화국》 ... 문세광 역
- 1995년 KBS2 《목욕탕집 남자들》 ... 강호준 역
- 1996년 MBC 《미망》 ... 이종상 역
- 1996년 KBS1 《신TV문학관 천지간》 ... 30대 주인공 역
- 1997년 SBS 《이웃집 여자》 ... 나강우 역
- 1997년 SBS 70분드라마 《베이비 블루스 첫번째 이야기 - 태아일기》 ... 강윤 역
- 1997년 SBS 70분드라마 《베이비 블루스 두번째 이야기 - 육아일기》 ... 강윤 역
- 1997년 KBS2 《그대 나를 부를 때》 ... 김인욱 역
- 1998년 KBS1 《살다보면》 ... 풍남 역
- 1998년 KBS2 《거짓말》 ... 이동진 역
- 1998년 SBS 《홍길동》 ... 이업 역
- 1998년 KBS2 《종이학》 ... 조문형 역
- 1999년 SBS 《토마토》 ... 차기준 역
- 1999년 SBS 《고스트》 ... 지승돈 역
- 1999년 SBS 《달콤한 신부》
- 2000년 SBS 《사랑의 전설》 ... 정환 역
- 2000년 SBS 《경찰특공대》 ... 백성철 역
- 2001년 SBS 추석특집 2부작 《엄마를 찾습니다》 ... 최광수 역[2]
- 2002년 KBS1 《제국의 아침》 ... 광종 역
- 2004년 SBS 《2004 인간시장》 ... 유기하 역
- 2004년 SBS 《선택》 ... 이해준 역
- 2006년 MBC 《궁》 ... 효열태자 이수 역(특별출연)
- 2007년 SBS 《내 남자의 여자》 ... 홍준표 역
- 2007년 채널CGV 《정조암살미스터리: 8일》 ... 정조 역
- 2008년 KBS2 《엄마가 뿔났다》 ... 나삼석 역(특별출연)
- 2010년 SBS 《인생은 아름다워》 ... 양병준 역
- 2011년 SBS 《시티헌터》 ... 이진표 (스티븐 리) 역
- 2012년 SBS 《추적자 THE CHASER》 ... 강동윤 역
- 2013년 SBS 《주군의 태양》 ... 미스터리Z MC 역(우정출연)
- 2013년 MBC 《황금 무지개》 ... 김한주 역
- 2014년 MBC 《개과천선》 ... 차영우 역
- 2014년 SBS 《닥터 이방인》 ... 박철 역(특별출연)
- 2014년 OCN 《나쁜 녀석들》 ... 오구탁 역
- 2015년 KBS1《징비록》 ... 류성룡 역
- 2017년 MBC 《역적 : 백성을 훔친 도적》 ... 아모개 역
- 2019년 MBC 《더 뱅커》 ... 노대호 역
- 2024년 MBC 《밤에 피는 꽃》 ... 석지성 역
- 2025년 KBS 2TV 《화려한 날들》

### 영화
- 1991년 《돈아 돈아 돈아》 ... 달호 역
- 1992년 《사랑전쟁》 ... 찰리 브라운 역
- 1996년 《어른들은 청어를 굽는다》 ... 배현수 역(우정출연)
- 1997년 《마리아와 여인숙》 ... 기태 역
- 2000년 《산책》 ... 이영훈 역
- 2000년 《아나키스트》 ... 한명곤 역
- 2000년 《자카르타》 ... 해룡 역
- 2001년 《두사부일체》 ... 두식 보스 역(우정출연)
- 2006년 《투사부일체》 ... 오상중 역
- 2006년 《한반도》 ... 고종 태황제 역
- 2006년 《원탁의 천사》 ... 장석조/천사 역
- 2006년 《플러쉬》 ... 개굴레옹 더빙 목소리 역
- 2008년 《아버지와 마리와 나》 ... 아버지 태수 역
- 2009년 《유감스러운 도시》 ... 안광섭 역
- 2011년 《북촌방향》 ... 영호 역
- 2013년 《우리 선희》 ... 최교수 역
- 2016년 《특근》 ... 박정봉 역
- 2019년 《나쁜 녀석들: 더 무비》 ... 오구탁 역

### 뮤지컬
- 1985년 《포기와 베스》 ... 짐 역(단역)

### 연극
- 1990년 《햄릿》 ... 햄릿 왕자 역(주인공)
- 2019년 《미저리》 ... 폴 셀던 역(주인공)

### 뮤직 비디오
- 2007년 박상민 - 울지 말아요

### 텔레비전 프로그램

#### MC
- 《그것이 알고 싶다》 (2008년 3월 1일 ~ 현재) - 6대 MC

#### 前MC
- 《출동! 영화특급》 (1995년)
- 《정보를 잡아라》 (1996년 10월 ~ 1997년 2월 28일)
- 《추적 사건과 사람들》 (1998년 3월 ~ 1998년 11월)
- 《SUPER BIKE》 (2014년 6월 29일 ~ 2014년 7월 20일)
- 《인생게임 상속자들》 (2016년 7월 17일 ~ 2016년 7월 24일)
- 《폼나게 먹자》 (2018년 9월 7일 ~ 2018년 10월 26일)
- 《어쩌다 어른》 (2015년 9월 10일 ~ 2018년 12월 19일)
- 《신동엽 VS 김상중 - 술이 더 해로운가, 담배가 더 해로운가》 (2019년)
- 《THE SOLDIERS》 (2021년 11월 19일 ~ 2022년 1월 28일)

## 유행어
대표적인 유행어는, "그런데 말입니다", "게다가 말입니다", "여기서 끝이 아닙니다", "아무래도 그를 한번 만나봐야 겠습니다." "이제는 우리가 ~해야할 때입니다." (《그것이 알고 싶다》 중에서)이며 《개그콘서트》의 코너 쉰 밀회에서 김대희와《역사저널 그날》의 이윤석, 《위기탈출 넘버원》의 정태호, 《1박 2일》의 故 김주혁도 이를 패러디했다. 그리고 《웃찾사》의 코너 LTE A 뉴스에서 이동빈이 논설위원 감상중으로 이를 패러디했다. 《SNL 코리아》에서 정성호도 이를 패러디한 바 있다. 특히 김상중 본인은 이 유행어를 롯데리아 모짜렐라 인 더 버거 CF에서 다시 써먹은 바 있으며 그가 직접 출연한《SNL 코리아》에서 코너 일부를 자신이 패러디하기도 했다. 《백종원의 골목식당》의 김성주도 이를 패러디했다.

## CF
- 위니아대우 대우 입체냉장고 탱크2
- 대우통신 대우PC코러스프로넷 (민응식 내레이션)
- LG생활건강 죽염치약, 엑스프림
- 새한그룹
- 웅진그룹
- 일동제약 엣센비타
- 엑스프리원룸아파트
- 축협중앙회 목우촌햄
- 한성특수유리 한스그라스창호
- KB손해보험
- 현대자동차 베르나
- 세종종합건설 유로타운
- 미켈란제로
- 현대건설 남산타운
- 메리츠증권
- 국순당 백세주
- 전자랜드 (류시원, 김소연, 소유진과 함께 출연)
- 훌랄라치킨
- 바이온텍
- 양평공원
- 위너스톡
- 정식품 베지밀
- 국제로터리 클럽 소아마비 퇴치
- 푸른자리 별그리다
- 통계청
- 플러쉬
- 에버랜드 로스트밸리
- 미디어플렉스 쇼박스
- 식품의약품안전처
- 부광약품 타벡스 겔, 클리벡스 겔, 노즈 케어, 시린메드F
- 롯데시네마월드타워 롯데쇼핑
- 롯데카드
- 삼성화재 운전자보험, 자녀보험, (무)상해보험 안심동행 만원의 감동플랜
- 한우자조금관리위원회
- 한국야쿠르트 쿠퍼스 프리미엄
- CJ헬로비전 헬로모바일다이렉트
- CJ엔터테인먼트 투사부일체
- 롯데리아 모짜렐라 인 더 버거, 모짜새우버거
- 라베르샤 EASY-K
- 더존비즈온 클라우드 컴퓨팅
- 코리아테크 이지케이
- 원탁의천사
- 넷마블레볼루션
- 새마을금고연합회
- 바디프랜드 라클라우드
- 대진디엠피 오브라이트
- 메가젠임플란트
- 이지더블유
- 웰니스W정수기
- 그린스토어 코랄칼슘 마그네슘, 수면엔
- 경주 라마다 호텔&리조트

## 홍보대사 활동
- 2011년 가톨릭대학교 서울성모병원 홍보대사
- 2015년 인구주택총조사 홍보대사

## 수상 및 후보
| 연도 | 시상식                                         | 부문                             | 작품                    | 결과 |
| ---- | ---------------------------------------------- | -------------------------------- | ----------------------- | ---- |
| 1995 | KBS 연기대상                                   | 남자 우수연기상                  | 김구                    | 후보 |
| 1997 | 제18회 청룡영화상                              | 남우조연상                       | 마리아와 여인숙         | 후보 |
| 1997 | KBS 연기대상                                   | 남자 우수연기상                  | 그대 나를 부를 때       | 후보 |
| 1998 | KBS 연기대상                                   | 남자 우수연기상                  | 거짓말, 종이학          | 후보 |
| 1999 | SBS 연기대상                                   | 10대 스타상                      | 토마토, 고스트          | 수상 |
| 1999 | SBS 연기대상                                   | 남자 최우수연기상                | 토마토, 고스트          | 후보 |
| 2000 | 제37회 대종상                                  | 신인남우상                       | 산책                    | 후보 |
| 2000 | SBS 연기대상                                   | 남자 우수연기상                  | 경찰특공대              | 수상 |
| 2000 | SBS 연기대상                                   | 빅스타상                         | 경찰특공대              | 수상 |
| 2002 | KBS 연기대상                                   | 남자 최우수연기상                | 제국의 아침             | 수상 |
| 2003 | 제39회 백상예술대상                            | TV부문 남자 최우수연기상         | 제국의 아침             | 후보 |
| 2006 | 제29회 황금촬영상                              | 심사위원 특별상                  | 투사부일체              | 수상 |
| 2007 | SBS 연기대상                                   | 미니시리즈부문 남자 연기상       | 내 남자의 여자          | 수상 |
| 2007 | 제1회 코리아드라마페스티벌                     | 최우수연기자상                   | 내 남자의 여자          | 수상 |
| 2011 | SBS 연기대상                                   | 드라마스페셜부문 남자 특별연기상 | 시티헌터                | 후보 |
| 2012 | SBS 연예대상                                   | 공로상                           | 그것이 알고 싶다        | 수상 |
| 2012 | SBS 연기대상                                   | 미니시리즈부문 남자 우수연기상   | 추적자 THE CHASER       | 수상 |
| 2012 | 제5회 코리아드라마페스티벌                     | 남자 최우수연기상                | 추적자 THE CHASER       | 수상 |
| 2013 | MBC 연기대상                                   | 남자 황금연기상                  | 황금 무지개             | 수상 |
| 2014 | 제41회 한국방송대상                            | TV진행자부문 출연자상            | 그것이 알고 싶다        | 수상 |
| 2014 | MBC 연기대상                                   | 미니시리즈부문 남자 우수연기상   | 개과천선                | 수상 |
| 2015 | 제4회 에이판 스타 어워즈                       | 장편드라마부문 남자 최우수연기상 | 징비록                  | 수상 |
| 2015 | KBS 연기대상                                   | 대상                             | 징비록                  | 후보 |
| 2015 | KBS 연기대상                                   | 남자 최우수연기상                | 징비록                  | 후보 |
| 2015 | KBS 연기대상                                   | 장편드라마부문 남자 우수연기상   | 징비록                  | 후보 |
| 2017 | 제10회 코리아드라마페스티벌                    | 대상                             | 역적 : 백성을 훔친 도적 | 수상 |
| 2017 | 제8회 대한민국 대중문화예술상                  | 대통령 표창                      | 빈칸                    | 수상 |
| 2017 | MBC 연기대상                                   | 대상                             | 역적 : 백성을 훔친 도적 | 수상 |
| 2017 | MBC 연기대상                                   | 월화극부문 남자 최우수연기상     | 역적 : 백성을 훔친 도적 | 후보 |
| 2017 | MBC 연기대상                                   | 투혼 연기상                      | 역적 : 백성을 훔친 도적 | 후보 |
| 2018 | 제54회 백상예술대상                            | TV부문 남자 최우수연기상         | 역적 : 백성을 훔친 도적 | 후보 |
| 2019 | 제8회 대한민국 베스트 스타상(한국영화배우협회) | 베스트 주연상                    | 나쁜 녀석들: 더 무비    | 수상 |
| 2019 | MBC 연기대상                                   | 수목드라마부문 남자 최우수연기상 | 더 뱅커                 | 후보 |
| 2023 | 한국방송통신위원회 방송대상                    | 공로상                           | 그것이 알고싶다         | 수상 |